# Экипаж (фильм, 1979)
«Экипа́ж» — советский двухсерийный кинороман с элементами фильма-катастрофы. Шестое место проката среди всех советских фильмов, в 1980 году — более 71,1 миллиона зрителей. Фильм состоит из двух частей, совершенно разных по жанру, но логично дополняющих друг друга. Первая часть фильма — бытовая мелодрама, вторая — фильм-катастрофа. Рабочим названием фильма было «Запас прочности».

## Сюжет
Действие происходит в СССР, в конце 1970-х годов. Герои фильма — экипаж пассажирского авиалайнера Ту-154Б борт СССР-85131 ЦУМВС «Аэрофлота», совершающего международные рейсы.
Фильм начинается с семейных проблем командира экипажа Андрея Васильевича Тимченко (Георгий Жжёнов): Наташа, дочь-студентка, забеременела, но выходить замуж за отца ребёнка отказывается, и, несмотря на тяжело протекающую беременность, решает рожать.
На охоте он встречает своего старого друга и его внучку Тамару (Александра Яковлева). Девушка ищет себя в жизни, пытается стать актрисой, но не проходит по конкурсу. Тамара хорошо знает английский язык, и Тимченко предлагает ей работу стюардессы на международных линиях и берёт в свой экипаж.
Другой член экипажа, бортинженер Игорь Скворцов (Леонид Филатов), обаятельный ловелас, меняет девушек одну за другой. Он добивается расположения Тамары. Девушка по-настоящему влюбляется в Игоря. Но он не намерен связывать себя семейными узами.
Тем временем в Москве Скворцов случайно встречает Валентина Ненарокова (Анатолий Васильев), бывшего члена их экипажа, и понимает, что у того в семье тоже есть проблемы: Валентин, женившись на девушке из провинциального города, бросил ради неё авиаотряд и ушёл в малую авиацию пилотом вертолёта, но семейная жизнь не сложилась. Хотя Валентин ведёт себя как идеальный муж и отец, его жена Алевтина изводит и его, и их сына Алика постоянными придирками и истериками. Алик (Рома Монин) на фоне тяжёлой семейной обстановки страдает сильным заиканием. В конце концов Валентин подаёт на развод, но ребёнок по решению суда остаётся с матерью. После развода Алевтина признаётся, что причина её неадекватного поведения в том, что она никогда не любила мужа, вышла за бросившего ради неё всё красавца-лётчика из тщеславия, и в результате тоже глубоко несчастна.
После очередной ежегодной медкомиссии медики списывают по состоянию здоровья второго пилота экипажа Михаила (Юрий Горобец). Скворцов просит Тимченко помочь Ненарокову вернуться в большую авиацию. Тимченко соглашается.
Между Скворцовым и Тамарой происходит разрыв: Тамара, страдая от нежелания Игоря остепениться, застаёт у него одну из бывших пассий (которая, впрочем, пришла к Игорю без приглашения), в результате чего решает порвать со Скворцовым, который, видимо, никогда не изменится. Они продолжают работать в одном экипаже. Игорь постепенно осознаёт, что не хочет терять Тамару, потому что любит её. Он просит девушку вернуться и даже делает предложение, правда в весьма нелепой форме, но гордая Тамара отказывается.
Перед тем, как влиться в новый коллектив, вернуться в большую авиацию и обрести второе дыхание, Ненароков, приехав повидать Алика, обнаруживает, что вышедшая замуж Алевтина заставила сына называть отцом своего нового мужа. Тот, впрочем, хорошо относится к пасынку, и Аля счастлива во втором браке… Ненарокову больно от того, что он потерял сына. Однако при расставании Алик успевает шепнуть Валентину, что он помнит, что он его настоящий папа и любит его.
Тимченко, наблюдая за отношениями Скворцова и Тамары, принимает решение убрать Игоря из экипажа и предупреждает, что Скворцов летит с этим экипажем в последний раз, а также грозит уволить его из авиаотряда.
Экипаж самолёта, уже с новым вторым пилотом Ненароковым, получает задание совершить сложный рейс в пострадавший от землетрясения горный город нефтяников Бидри для эвакуации работающих там советских сотрудников. Ночью лететь никто не собирается, но внезапно происходит повторное землетрясение. В аэропорту, где самолёт совершил посадку, всё вокруг горит и рушится, людей охватывает ужас, возникает паника, а один из самолётов взрывается при попытке разбега перед взлётом. Взлётно-посадочная полоса оказывается повреждённой, взлететь с неё невозможно. На аэродроме находятся две сотни людей. Селевой поток, вызванный предыдущими подземными толчками, разрушает нефтеперерабатывающий завод, находящийся в горах, вызывает детонацию, и потоки горящих нефтепродуктов на огромной скорости идут к аэропорту. Тимченко, понимая, что дальше медлить нельзя, принимает решение взлетать, используя рулёжную дорожку в качестве ВПП. Ту-154 взлетает за несколько секунд до того, как потоки горящей нефти заливают аэродром.
Однако, при взлёте хвостовую часть самолёта повреждает падающая осветительная опора, снесённая сейсмической волной: частично заблокирован руль высоты, а в фюзеляже перед воздухозаборником 2-го двигателя образовалась трещина, в результате чего салон разгерметизируется. Самолёт идёт на крейсерской высоте в несколько километров, в салоне резко падает температура, и находящиеся там люди страдают от недостатка кислорода. Командир приказывает срочно снижаться, а также перевести детей в нетронутый аварией салон. Но этого мало: самолёт не сможет приземлиться с пробоиной в фюзеляже и с неработающим рулём. Скворцов предлагает план спасения: необходимо прорубить гермошпангоут воздушного судна, выйти через дыру в воздухозаборник двигателя, находящийся непосредственно над трещиной, и устранить повреждения. Тимченко, не доверяя Скворцову, вначале отправляет на корпус Ненарокова. Ненароков ликвидирует пробоину, но не может продолжать работу из-за сильного обморожения и ран. Его заменяет Скворцов: выйдя на обшивку лайнера и набросив фал на руль, он извлекает посторонний обломок и возвращает самолёту полноценное управление. Скворцов, как и Ненароков, сильно обморожен. Тимченко, отказываясь от посадки в аэропортах Ленинграда и Риги из-за нехватки топлива, готовится сажать самолёт в свой аэропорт Шереметьево, где идёт сильный дождь и ВПП мокрая. Трещина в фюзеляже продолжает увеличиваться из-за напряжений в корпусе. Всем пилотам и специалистам на земле ясно, что при попытке торможения с использованием реверса у самолёта оторвётся хвост. Убрав людей из хвоста самолёта, Тимченко совершает посадку, и, таким образом, спасает всех пассажиров, при этом хвост действительно отрывается и загорается. Скворцов, сойдя на землю, пытается помириться и успокоить Тамару, пребывающую в состоянии шока от произошедших событий.
Экипаж проходит медосмотр, и теперь уже Тимченко отстраняют от полётов. Он возвращается к себе на дачу, где у него случается сердечный приступ. В госпитале его навещают члены экипажа, а также Наташа с подросшей уже внучкой. Игорь Скворцов, придя к командиру, сообщает, что они с Тамарой идут в ЗАГС подавать заявление. А Валентин, любящий детей, оказывает знаки внимания Наташе…
В финальных кадрах показано начало нового полёта Ту-154, и голос стюардессы Тамары произносит: «Командир корабля, пилот первого класса Валентин Георгиевич Ненароков…».

## История создания
Режиссёр Александр Митта обратился к Юлию Дунскому и Валерию Фриду с просьбой написать сценарий зрелищного фильма-авиакатастрофы. После романа Артура Хейли «Аэропорт» и последующей его экранизации тема авиакатастроф стала весьма популярной в Голливуде. Однако эти фильмы в СССР не демонстрировались. Заполнить вакуум и должна была аналогичная советская лента.
Авторы решили несколько изменить традиционный ход повествования: первую серию посвятить личным отношениям героев, а вторую — непосредственно борьбе за выживание на борту самолёта. Для второй части к участию в сценарии был привлечён известный авиаинженер и преподаватель Борис Уриновский. Наконец, сценарий, получивший название «Запас прочности», утвердили и лента с очень низким бюджетом была запущена в производство. Название «Запас прочности» утверждено не было — прокатчики посчитали, что оно не очень кассовое. Уже в ходе съёмок, по предложению Митты, его заменили на «Экипаж».

### Съёмки
С авиакомпанией «Аэрофлот» удалось договориться, съёмки в московских аэропортах обошлись недорого.
Тяжелее пришлось с поисками самолётов — в 1979 году списанных Ту-154 ещё не было, но помог случай: в Новосибирском аэропорту Толмачёво из-за забытого включённого подогревателя загорелся Ту-154А борт СССР-85087. Самолёт был значительно повреждён, в том числе на основной части фюзеляжа прогорела верхняя часть. Хвостовая часть при этом практически не пострадала. В течение трёх недель железнодорожным транспортом эту часть самолёта привезли в Москву и с ней отсняли все «воздушные» эпизоды второй серии.
Другим самолётом стал Ту-154Б борт СССР-85131 Бориспольского ОАО. В 1976 году при выполнении рейса Киев—Москва на нём была разлита ртуть, после чего авиалайнер был отстранён от полётов с пассажирами, а к 1979 году передан Управлению учебных заведений. По просьбе «Мосфильма» и этот самолёт предоставили для съёмок фильма. Ныне самолёт хранится в экспозиции Музея авиации в городе Кривой Рог.
Сами съёмки были тяжёлыми и долгими и прошли в основном на макетах. Нефтеперерабатывающий завод, который по сценарию взрывается и горит, был макетом Омского нефтеперерабатывающего завода. Самую главную сцену режиссёр попытался снять, не используя макет. На кладбище старых самолётов был найден сохранившийся фюзеляж Ту-114. Поскольку двигаться самолёт был не в состоянии, то декорацию соорудили прямо вокруг него. Подготовили сцену взрыва самолёта вместе со зданием аэропорта, привезли 6 тонн горючего. Однако в ходе подготовки декорации взорвались и сгорели ещё до начала съёмки. Кадры его горения видны после взрыва первого самолёта, взлетавшего и взорвавшегося в Бидри. Отчётливо видно, как разгоняется и взрывается двухмоторный макет самолёта, а уже в следующем кадре горит четырёхмоторный. Это и есть Ту-114.
По словам Александра Митты, в первоначальном варианте фильм должен был заканчиваться так:

Героя Жжёнова отстранили от полётов, он лежит в больнице, но друзья его вдруг просят перегнать самолёт: лётчиков не хватает. Он бежит ночью по снегу в больничной пижаме, поднимается в пилотскую кабину, а там его фронтовые ребята — совсем не изменились с военных лет. Они кладут ему руки на плечи, он берёт штурвал — и они взлетают, растворяются в небе. В следующем кадре снова больница и его дочка говорит: «Папа умер».

Фильм показали Брежневу, у которого к этому времени были серьёзные проблемы со здоровьем. Он остался недоволен трагическим финалом, сказав: «Зачем вы мне покойников показываете». Концовку фильма пришлось изменить.
Прочие натурные съёмки проводились, в частности, в Ярославле (эпизоды семейной жизни Валентина Ненарокова) и Ялте (южный приморский город, куда переехала бывшая жена Ненарокова с ребёнком). В картине квартира Андрея Васильевича Тимченко располагалась в доме по адресу: Зоологическая улица, дом 12, корпус 2, где проживал сам Георгий Жжёнов.

## В ролях
- Георгий Жжёнов — Андрей Васильевич Тимченко, командир/бывший командир экипажа
- Анатолий Васильев — Валентин Георгиевич Ненароков, второй пилот/командир экипажа (после ухода из большой авиации и до возвращения в неё — пилот вертолёта)
- Леонид Филатов — Игорь Скворцов, бортинженер
- Александра Яковлева — Тамара, стюардесса
- Ирина Акулова — Алевтина Фёдоровна, жена/бывшая жена Ненарокова (озвучила Алефтина Евдокимова)
- Екатерина Васильева — Анна, жена Тимченко
- Юрий Горобец — Михаил, второй пилот/диспетчер в аэропорту (после списания)
- Александр Павлов — Владимир Павлович, штурман
- Галина Гладкова — Наталья, дочь Тимченко
- Рома Монин — Алик, сын Ненароковых (роль озвучивал сам)
- Комаки Курихара — Кумико Моримицу, заложница с Boeing
- Олег Видов — террорист (в титрах не указан)
- Елена Коренева — Нонна, бывшая любовница Скворцова
- Юрий Гусев — участник совещания
- Владимир Иванов — хирург
- Геннадий Матвеев — пилот вертолёта, напарник Ненарокова
- Николай Сморчков — старший лейтенант милиции в аэропорту
- Алексей Якубов — Костя, отец ребёнка Натальи
- Антон Табаков — приятель Кости (в титрах не указан)
- Александр Потапов — Анатолий, новый муж Алевтины
- Иван Рыжов — Иван Петрович, дед Тамары
- Ирина Санпитер — бывшая девушка Скворцова
- Мария Скворцова — Евдокия Петровна Мишакова, мать Алевтины
- Герман Юшко — Павел Иванович, представитель «Аэрофлота» в Бидри (озвучивает Александр Белявский)
- Сергей Яковлев — председатель совещания
- Александр Шейн — адвокат Ненарокова
- Константин Захаров — судья
- Иван Агафонов — кадровик Министерства гражданской авиации (в титрах не указан)
- Ирина Савина — сестра Кости (в титрах не указана)
- Павел Ремезов — инженер-строитель (в титрах не указан)
- Николай Лебедев — председатель медицинской комиссии (в титрах не указан)
- Татьяна Кузнецова — подруга Алевтины
- Людмила Коршакова — эпизод
- Татьяна Игнатова — женщина с ребёнком

Пассажиры, взятые на борт в Бидри:
- Вадим Александров — пассажир, читающий молитву
- Гуранда Габуния — пассажирка-грузинка
- Лариса Барабанова — девушка-болтушка
- Анна Варпаховская — пассажирка-американка
- Владимир Маренков — пассажир
- Александра Назарова — мать мальчика
- Александр Пашутин — пассажир
- Клара Румянова — пассажирка
- Леонид Чубаров — пассажир в пледе
- Иван Воронов — Сергей Николаевич
- Людмила Великая — пассажирка
- Роберт Зотов — юноша-африканец
- Людмила Кудрявцева — кассир с валютой
- Александр Кузьмичёв — пассажир

## Съёмочная группа
- Авторы сценария:
  - Юлий Дунский
  - Валерий Фрид
  - Александр Митта
- Режиссёр: Александр Митта
- Оператор постановщик: Валерий Шувалов
- Художник-постановщик: Анатолий Кузнецов
- Композитор: Альфред Шнитке
- Директор картины: Борис Криштул

## Оценки фильма
Кинокритик С. В. Кудрявцев указал: «Чаще всего принято оценивать „Экипаж“ как первый (и вполне достойный уважения) пример советского фильма-катастрофы. Он закономерно вызвал ажиотаж публики…» По его мнению, «успех фильма в немалой степени обязан счастливо найденному приёму сочетания приключенческих и мелодраматических моментов в жизни персонажей, а также благодаря общей романной структуре».
В книге «Великие советские фильмы» (2011) даётся следующая характеристика:

«Экипаж» можно назвать первой зрелищной и самой удачной отечественной кинолентой жанра фильма катастроф. Она уникальна тем, что состоит из двух серий, совершенно разных по жанру, но органично дополняющих друг друга. Первая серия фильма — бытовая мелодрама, вторая — фильм-катастрофа… Сумасшедший успех фильма у зрителей добавил популярности всем занятым в нём актёрам.

Василий Ершов назвал фильм «совершенной фантастикой», отметив, что изображённая в нём ситуация нереальна, поскольку удержаться в трубе воздухозаборника на скорости 400 км/ч невозможно.

## Фестивали и награды
- 1980 — XXIII Всесоюзный кинофестиваль (Душанбе): в конкурсе художественных фильмов — приз жюри «За яркость и зрелищность».[10]
- 1980 — На Всесоюзном кинофестивале в Душанбе Союз композиторов Таджикистана вручил специальный приз (ситар) композитору Альфреду Шнитке за музыку к этому фильму.
- 1981 — Картина была удостоена главного приза Общества чехословацко-советской дружбы на Кинофестивале трудящихся в Чехословакии.

## «Экипаж» 2016 года
В 2016 году вышел фильм «Экипаж» режиссёра Николая Лебедева, «навеянный отдельными мотивами» фильма 1979 года.